# Partido de Saladillo
Partido de Saladillo är en kommun i Argentina.   Den ligger i provinsen Buenos Aires, i den centrala delen av landet, 170 km sydväst om huvudstaden Buenos Aires. Antalet invånare är 30 000.
Trakten runt Partido de Saladillo består till största delen av jordbruksmark. Runt Partido de Saladillo är det glesbefolkat, med 10 invånare per kvadratkilometer.